# Máscara funeraria de Tutankamón
La Máscara funeraria de Tutankamón o Máscara de oro de Tutankamón fue elaborada por los orfebres egipcios en el año 1354-1340 A.C. y se considera la pieza más conocida de todo el arte egipcio, formaba parte del ajuar funerario de la tumba del faraón Tutankamon, descubierta en 1922 en la egipcia del Valle de los Reyes, en árabe Uadi Biban Al-Muluk .

## Hallazgo e historia
La máscara funeraria fue hallada en el año 1922, por el arqueólogo Howard Carter en el interior de la tumba de Tutankamón (KV62), situada en el Valle de los Reyes, a las afueras de Tebas (Egipto) -única tumba real encontrada intacta en el Valle de los Reyes-,y representa el rostro idealizado de Tutankamón, 'imagen viva de Amón', faraón perteneciente a la dinastía XVIII de Egipto, que reinó de 1336/5 a 1327/5 a. C. La máscara estaba incrustada en el rostro de la momia del faraón a modo de protección. La figura se exhibe de forma permanente en el Museo Egipcio de El Cairo.